# Ratschkathl
Ratschkathl ist eine weibliche Bühnenfigur des Volkstheaters und bedeutet wörtlich „tratschende Katharina“. Bis heute steht der Ausdruck allgemein im Bairischen und im österreichischen Deutsch für eine geschwätzige weibliche Person.
Als Erfinderin der Rolle der „Ratschkathl“ gilt die Volksschauspielerin Elise Aulinger. Ebenfalls wird die Komödiantin Ida Schumacher mit dieser Rolle assoziiert, die die Rolle im Stück Die Ratschkathl vom Viktualienmarkt perfektionierte. Auch Liesl Karlstadt verkörperte die Rolle der „Ratschkathl“. Wegen ihres Vornamens wurde auch die lebhafte Darstellerin Kathi Prechtl oft als „Ratschkathl“ bezeichnet. Die Kabarettistin Maria Peschek trat in ihrer Bühnenrolle der Paula Pirschl mit Küchenschürze als typische Ratschkathl in Erscheinung.
Aufgrund der regional unterschiedlichen Dialekte der bairischen Sprache haben sich auch die Schreibweisen Ratschkatl, Ratschkattl und Ratschkaddl etabliert. Von 1889 bis 1921 erschien in München die beliebte Wochenzeitung Münchener Ratsch-Kathl, die sich selbst als „Unterhaltungsblatt für gemüthlichen Verkehr“ bezeichnete.